# دم‌خاری سینه‌روشن
دم‌خاری سینه‌روشن (نام علمی: Synallaxis albescens) پرنده‌ای از زیرتیرهٔ Furnariinae از تیرهٔ تنورمرغان (Furnariidae) است. در کاستاریکا، پاناما، ترینیداد و در همهٔ کشورهای آمریکای جنوبی به جز شیلی و اکوادور یافت می‌شود.